# Туше, Станислас-Артюр-Ксавье
Станислас-Артюр-Ксавье Туше (фр. Stanislas-Arthur-Xavier Touchet; 13 ноября 1842, Солье, Франция — 23 сентября 1926, Орлеан, Франция) — французский кардинал. Епископ Орлеана с 18 мая 1894 по 23 сентября 1926. Кардинал-священник с 11 декабря 1922, с титулом церкви Санта-Мария-сопра-Минерва с 14 декабря 1922.